# Antonino Cipolla
Antonino Cipolla fue un violinista, director de orquesta y compositor dedicado principalmente al tango que nació el 24 de diciembre de 1889 en Agnone, provincia de Isernia, en la región Molise, Italia a 170 kilómetros al sur de Roma y falleció el 23 de junio de 1969 en Buenos Aires, Argentina. .

## Su actividad musical
Sus padres lo trajeron a la Argentina cuando tenía 8 años y, según cuenta, “ya se escuchaban tangos ejecutados por tríos y por cuartetos sin bandoneones, aunque algunos introducían la concertina, mucho más chica que el bandoneón y con un sonido diferente.” Estudió en la escuela primaria hasta sexto grado pero debió dejar para ayudar a su padre en el negocio de colchonería y, más adelante, trabajó en una fábrica de tejidos. En 1905 comenzó a estudiar música con un mandolín con el que compuso primero una mazurca y, después, un vals. Al año siguiente empezó a estudiar violín y compuso otra mazurca, dos valses, dos tangos, una rnarcha y un himno escrito para una comparsa carnavalesca. En los primeros días de enero de 1907 ingresó en el lnstituto Musical Santa Cecilia, donde estudió teoría y solfeo con el maestro Antonio Cattaneo y se recibió de profesor en 1911. También estudió piano y armonía con el maestro Cayetano Troiani y, entre 1909 y 1912, contrapunto y composición con Vicente Romaniello, así como algunos meses con el maestro Eduardo Fornarini. 
Desde 1910 Cipolla se dedicó a enseñar música, principalmente preparando alumnos que iban a ingresar en el lnstituto Musical Santa Cecilia. En forma paralela, desde 1907 tocaba el violín acompañado por guitarra en fiestas particulares. Al año siguiente formó una orquesta para actuar en clubes y reuniones familiares con un repertorio que incluía composiciones propias en ritmos bailables que estaban de moda en esa época como valses, polkas, mazurcas, skating y lanceros.
En 1909 actuó como violinista por primera vez en una agrupación -en la que no había bandoneones- que se formó para presentarse en el Hotel Cabildo, de Sarmiento y Paraná y al año siguiente lo hizo en el Teatro Nacional, con la compañía Podestá-Vittone. En 1912 actuó en el Plaza Hotel de la Ciudad de Mendoza y en el siguiente lo hizo en el Cine General Urquiza, de la localidad del mismo nombre, actuando todo el año. En los años sucesivos tocó el violín y ,a veces, el piano en cines y teatros de Buenos Aires y del interior del país. 
Recién en 1921 incorporó el bandoneón en una orquesta a su cargo, con la que hizo una larga temporada en el Café El Nacional. 
También actuó en Radio Cultura, Radio Nacional y Radio Belgrano. En 1926 formó una orquesta típica con la que actuó todo ese año en el balneario Los Indios, recién inaugurado. En 1933 animó con una orquesta los bailes organizados por el Club de Empleados de la Nueva Cervecería y volvió a hacerlo en 1935.

## Sus obras
La casa editora de Aldo Francalanci imprimió varias composiciones de Cipolla, la primera fue el tango 
Nunca me mordió un chancho, luego el tango Nuevo auxilio (1908), el vals Giglio d' amore (1908) , el tango Centenario, 1810-1910 (1910), que lo estrenó en el Café Central una orquesta donde estaba Pascual Cardarópoli en el piano; esas obras fueron grabadas por RCA Víctor en 1911 y el pasodoble Granuja. Otros tangos que compuso fueron Pasame un mate, china, El pigmeo, Salve, Sonaste viejo y Tricromía arrabalera (ambos con letra de Francisco Bastardi), Atilio, El maximalista, El puma, Idilio, Nuevo auxilio (lo llamó así porque ya existía el tango Auxilio de Arturo de Bassi), Un buen gaucho, Juan Sin Ropa y Sentimental. 
Cipolla, que fue uno de los fundadores de SADAIC (Sociedad Argentina de Autores y Compositores de Música) falleció en Buenos Aires en 1969.